# Mulatu Astatke

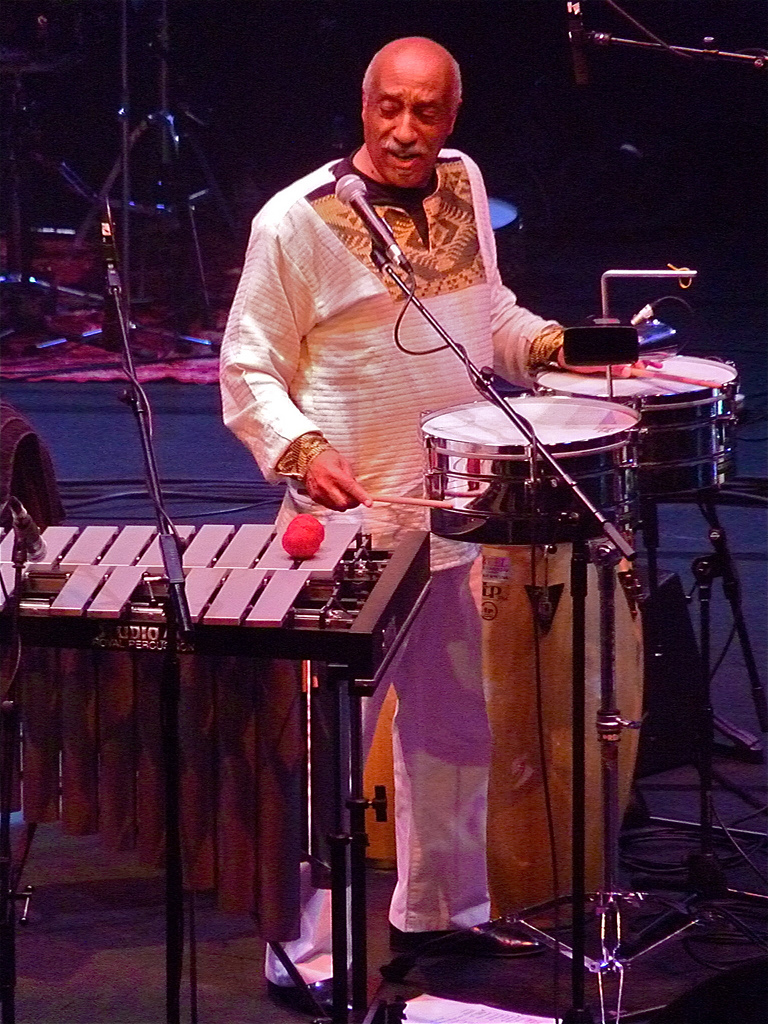
Mulatu Astatke (2010)

Mulatu Astatke (* 19. Dezember 1943 in Jimma; amharisch ሙላቱ አስታጥቄ; Namensvariante Astatqé) ist ein äthiopischer Musiker (Vibraphon, Perkussion, Keyboard) und Radiomoderator. Er ist als „Vater des Ethiojazz“ bekannt.

## Werdegang
Astatke stammt aus einem wohlhabenden äthiopischen Elternhaus und ging 1956 zur Schulausbildung nach Großbritannien mit dem Plan, Flugzeugingenieur zu werden. Dort entdeckte und entwickelte er sein musikalisches Interesse; er spielte Klarinette und Perkussionsinstrumente. Astatke erhielt zunächst eine klassische musikalische Ausbildung in London, entdeckte dann in New York City seine Neigung zum Jazz. Schließlich ging er nach Boston, wo er der erste afrikanische Student am Berklee College of Music war und zum Vibraphon wechselte. In Fachkreisen bekannt wurde er in den 1960er Jahren, als er westlichen Jazz und lateinamerikanische Musik mit traditioneller äthiopischer Musik verband und so einen neuen Stil schuf, den Ethiojazz. 1971 trat er gemeinsam mit Duke Ellington auf.
Zurück in Äthiopien gründete er das African Jazz Village, eine Mischung aus Musikschule und Club. Als Radiomoderator und TV-Host machte er seinen Landsleuten die eigene reiche Musikgeschichte bewusst. Seit 2001 arbeitete er mit dem US-amerikanischen Either/Orchestra zusammen; 2009 war er mit den Heliocentrics auf Tournee. Er nahm mit der Band ein gemeinsames Album auf, Inspiration Information.
2005 verwendete der Filmregisseur Jim Jarmusch Stücke von Astatke im Soundtrack seines Films Broken Flowers und verhalf dem Musiker zu neuer Bekanntheit. Am 9. Oktober 2014 startete der 71-Jährige mit seiner 6-köpfigen Band im Düsseldorfer Tanzhaus eine Europatournee.
Mulatu Astatke lebt in Addis Abeba und ist mit einer Lehrerin für Englisch und Mathematik verheiratet. Das Paar hat einen Sohn und eine Tochter.

## Diskografie (Auswahl)
- Maskaram Setaba (7", 1966, Addis Ababa Records, US)
- Afro-Latin Soul, Volume 1 (1966, US)
- Afro-Latin Soul, Volume 2 (1966, US)
- Mulatu Of Ethiopia (1972, Worthy Records, US)
- Yekatit Ethio-Jazz (1974, Amha Records, Ethiopia)
- Plays Ethio Jazz (1989, Poljazz, Poland)
- Ethio Jazz: Mulatu Astatke Featuring Fekade Amde Maskal
- Mulatu Astatke
- Assiyo Bellema
- Éthiopiques, Vol. 4: Ethio Jazz & Musique Instrumentale, 1969-1974, (1998, Buda Musique, Frankreich)
- Music from Broken Flowers – Beitrag zum Soundtrack des Films (2005, Universal, Berlin)
- New York – Addis – London: The Story of Ethio Jazz 1965–1975 (2009, Strut)
- Inspiration Information, mit The Heliocentrics (2009, Strut)
- Mulatu Steps Ahead (2010, Strut)
- Mochilla Presents Timeless Mulatu Astatke (Liveaufnahme von 1. Februar 2009 in Los Angeles, 2010, Mochilla)
- Sketches of Ethopia (2013, Harmonia Mundi)
- Mulatu Astatke & Black Jesus Experience: To Know Without Knowing (2020, Agogo)
- Mulatu Astatke and Hoodna Orchestra: Tension (2024, Batov)